# Volkswagen Constellation
Volkswagen Constellation — флагманский крупнотоннажный грузовой автомобиль, выпускаемый заводом Volkswagen в Бразилии по лицензии MAN с 2005 года. Полная масса Constellation составляет от 13 до 57 тонн. Каждая модель комплектуется стандартной низкой или высокой кабиной со спальными местами, в зависимости от типа.

## Технические характеристики
Автомобили Volkswagen Constellation оснащаются дизельными двигателями с турбонаддувом MWM или Cummins мощностью от 180 до 320 л. с., которые соответствуют экологическим нормам Евро-3. Двигатели комплектуются с механическими, 5 -, 6- или 16-ступенчатыми трансмиссиями производства Eaton или ZF Friedrichshafen AG.

## Интересные факты
В 2006 году Ренато Мартинс выиграл бразильский чемпионат грузовиков Fórmula в первом сезоне гонок Constellation.